# Hradčovice
Hradčovice (deutsch Radschowitz, früher Hradschowitz) ist eine Gemeinde in Tschechien. Sie liegt sechs Kilometer nordwestlich von Uherský Brod und gehört zum Okres Uherské Hradiště.

## Geographie
Hradčovice erstreckt sich rechtsseitig der Olšava im Tal des Zuflusses Hradčovický potok. Das Dorf liegt in dem zur Vizovická vrchovina gehörigen Hügelland Prakšická pahorkatina am Rande des gleichnamigen Naturparks. Nördlich erhebt sich die Rovná hora (350 m), im Nordosten die Kamenná (303 m), östlich die Skákavka (326 m), im Süden der Myšince (352 m), südwestlich der Kamenný (348 m), im Westen der Milonín (323 m) sowie nordwestlich der Lovisko (349 m). Am südlichen Ortsrand verläuft im Tal der Olšava die Bahnstrecke Brno–Vlárský průsmyk. Am gegenüberliegenden Ufer führt die Europastraße 50/Staatsstraße I/50 von Brno nach Trenčín vorbei.
Nachbarorte sind Bílovice und Nedachlebice im Norden, Lhotka im Nordosten, Drslavice im Osten, Obora, Havřice und Uherský Brod im Südosten, Vlčnov im Süden, Veletiny und Podolí im Südwesten, Popovice im Westen sowie Javorovec und Mistřice im Nordwesten.

## Geschichte
Archäologische Funde auf dem Gebiet der Gemeinde reichen bis zur Jungsteinzeit zurück. Zu Zeiten des Großmährischen Reiches befand sich hier die befestigte Siedlung Bolegradica. Die erste schriftliche Erwähnung des Ortes erfolgte 1247, als der Besitzer der Herrschaft Břeclav, Ulrich III. von Spanheim, der Kirche als Wiedergutmachung für dem Kloster Velehrad zugefügten Schäden zu seinem und seiner Nachkommen Seelenheil zwei Huben Land und Teiche in Radichowitz überließ. Die Lage an einem wichtigen Handelsweg nach Ungarn führte immer wieder zum Einfall feindlicher Heere. Zu Beginn des 14. Jahrhunderts wurde das Dorf von Truppen Matthäus Csáks verwüstet. Zu Zeiten des Grundherrn Oneš von Šarov wurde 1406 erstmals die Kirche erwähnt.
Zu den zahlreichen Besitzern gehörten u. a. die Geschlechter von Šarov, von Šumvald und von Morkovice; letztere verkauften Hradčovice zusammen mit Vlčnov, Kvačice, Chylice und Veletiny zum Ende des 15. Jahrhunderts an Přibík von Zahrádka. Nachfolgende Besitzer waren ab 1499 Vilém Hřivin von Újezd und ab 1504 Burian von Vlčnov. Im Jahre 1509 erwarb Jan von Kunovice das Dorf und schloss es an seine Herrschaft Brod an. 1561 wurde Hradčovice niedergebrannt. 1605 fielen die Truppen Stephan Bocskais in der Gegend ein und brachten den Schwarzen Tod mit. 1611 verkaufte Jetřich von Kunovice Uherský Brod mit allem Zubehör an Ulrich von Kaunitz. Zu den weiteren Besitzern gehörten von 1676 bis 1705 Dominik Andreas I. von Kaunitz, von 1746 bis 1794 Wenzel Anton Graf Kaunitz sowie von 1812 bis 1848 Alois Wenzel von Kaunitz. Bis zur Mitte des 19. Jahrhunderts blieb Hradčovice immer der Herrschaft Uherský Brod untertänig.
Nach der Aufhebung der Patrimonialherrschaften bildete Hradšovice/Radschowitz ab 1850 eine Gemeinde in der Bezirkshauptmannschaft Uherský Brod. Zwischen 1883 und 1887 wurde die Wlarabahn errichtet; 1888 nahm sie den Verkehr auf. Zum Ende des 19. Jahrhunderts wurde der Ort als Hračovice. Der heutige Name ist seit dem Beginn des 20. Jahrhunderts gebräuchlich. Zu dieser Zeit bestanden in Hradčovice mehrere Mühlen, eine Zuckerfabrik, eine Schmiede, eine Ziegelei und ein Sägewerk. Im Tiergarten auf dem Myšince ließ Wenzel Robert von Kaunitz zwischen 1903 und 1905 das Jagdschloss Pepčín erbauen. Im Jahre 1910 hatte Hradčovice 332 Einwohner. Am 12. April 1960 erfolgte die Eingemeindung von Lhotka. Nach der Aufhebung des Okres Uherský Brod wurde die Gemeinde Ende 1960 dem Okres Uherské Hradiště zugeordnet. Seit 2000 führt Hradčovice ein Wappen und Banner.

## Gemeindegliederung
Die Gemeinde Hradčovice besteht aus den Ortsteilen Hradčovice (Radschowitz) und Lhotka.

## Sehenswürdigkeiten
- Pfarrkirche Allerheiligen, sie entstand wahrscheinlich im 13. Jahrhundert und wurde zwischen 1320 und 1330 umgebaut, das dabei verwendete Baumaterial stimmt mit dem der Burg Cimburk überein. Schriftlich ist die Kirche seit 1406 nachweisbar. Zu Beginn des 16. Jahrhunderts wurde das Schiff erhöht.
- Naturpark Prakšická pahorkatina
- Aussichtsturm Lhotka, am Südhang der Kamenná in der Flur Padělky. Der 35 m hohe Rohrmast besitzt in 18 m Höhe eine Aussichtsplattform, die über eine äußerliche Wendeltreppe mit 96 Stufen erreichbar ist.
- ehemaliges Schloss Pepčín, südlich des Dorfes auf dem Myšince. Das zwischen 1903 und 1905 für Wenzel Robert von Kaunitz im Tudorstil errichtete Bauwerk mit einem hohen fünfstöckigen Rundturm wurde 1945 ausgeplündert und verwüstet. Nach der Verstaatlichung verkam es gänzlich. Am 2. Februar 1981 wurde es abgebrochen. Das Gelände, auf dem das Schloss stand, ist heute ein beliebter Veranstaltungsort der umliegenden Gemeinden.
- Naturreservat Rovná hora, Wiesen und Weiden am Südhang des gleichnamigen Hügels, das 12,2667 ha große Gebiet ist seit 1998 geschützt